# 朝日町 (岡崎市)
朝日町（あさひちょう）は、愛知県岡崎市の町名。現行行政地名は朝日町1丁目から朝日町4丁目と朝日町字森畔（もりぐろ）。

## 地理
岡崎市の西部に位置し、市の施設が多く立地しており中枢を担っている町の一つになっている。中心街の一角に相応し、町内に丁目、小字を持つ。

## 世帯数と人口
2019年（令和元年）5月1日現在の世帯数と人口は以下の通りである。
| 町丁   | 世帯数  | 人口  |
| ------ | ------- | ----- |
| 朝日町 | 371世帯 | 796人 |

### 人口の変遷
国勢調査による人口の推移
| 1995年（平成7年）  | 773人 | [ 6 ]  |  |
| 2000年（平成12年） | 792人 | [ 7 ]  |  |
| 2005年（平成17年） | 876人 | [ 8 ]  |  |
| 2010年（平成22年） | 850人 | [ 9 ]  |  |
| 2015年（平成27年） | 819人 | [ 10 ] |  |

## 学区
市立小・中学校に通う場合、学区は以下の通りとなる。また、公立高等学校に通う場合の学区は以下の通りとなる。
| 番・番地等 | 小学校             | 中学校             | 高等学校 |
| ---------- | ------------------ | ------------------ | -------- |
| 全域       | 岡崎市立根石小学校 | 岡崎市立甲山中学校 | 三河学区 |

## 歴史
額田郡明大寺村の一部を前身とする。

### 町名の由来
地内にある朝日神社に由来する。

### 沿革
- 1933年（昭和8年）11月1日 - 明大寺町の一部より、朝日町が成立[1]。
- 1957年（昭和32年）11月15日 - 欠町の一部を編入し、3〜4丁目を設置。一部が両町1〜2丁目・上六名3丁目・菅生町1丁目・若宮町1〜2丁目となる[14][1]。

## 施設
- 岡崎市役所東庁舎
- 岡崎市福祉会館
- 岡崎市消防本部 中消防署
- 岡崎市せきれいホール
- 旧額田郡公会堂及物産陳列所
- 一般社団法人岡崎パブリックサービス
- 日本年金機構 岡崎年金事務所
- 若宮八幡宮
- 朝日神社
- 天理教愛岡分教会

## 交通
- 国道1号
  - 東海道
  - 龍城通り
- 都市計画道路岡崎環状線
  - 小呂通り

## ギャラリー
- 岡崎市消防本部（写真右側）
- 旧額田郡公会堂及物産陳列所
- 朝日町3丁目交差点。岡崎年金事務所
- 朝日町3丁目交差点付近の乙川の川岸。ここに都市計画道路「岡崎環状線」の新しい橋が架かる予定[15]。下水道雨水管の新設工事が行われている。

## その他

### 日本郵便
- 郵便番号 : 444-0022[4]（集配局：岡崎郵便局[16]）。

## 参考資料
- 「角川日本地名大辞典」編纂委員会 編『角川日本地名大辞典 23 愛知県』角川書店、1989年。
- 平凡社 編『日本歴史地名大系 23 愛知県の地名』1981年。
- 新編岡崎市史編さん委員会 編『新編岡崎市史 資料 現代 11』1983年。
- 新編岡崎市史編さん委員会 編『新編岡崎市史 総集編 20』1993年。